# Gitarrist

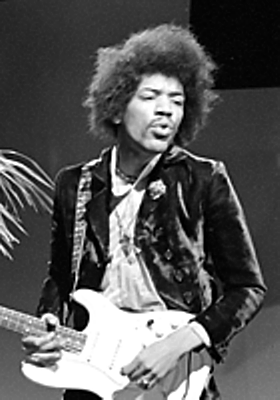
Jimi Hendrix (1967)

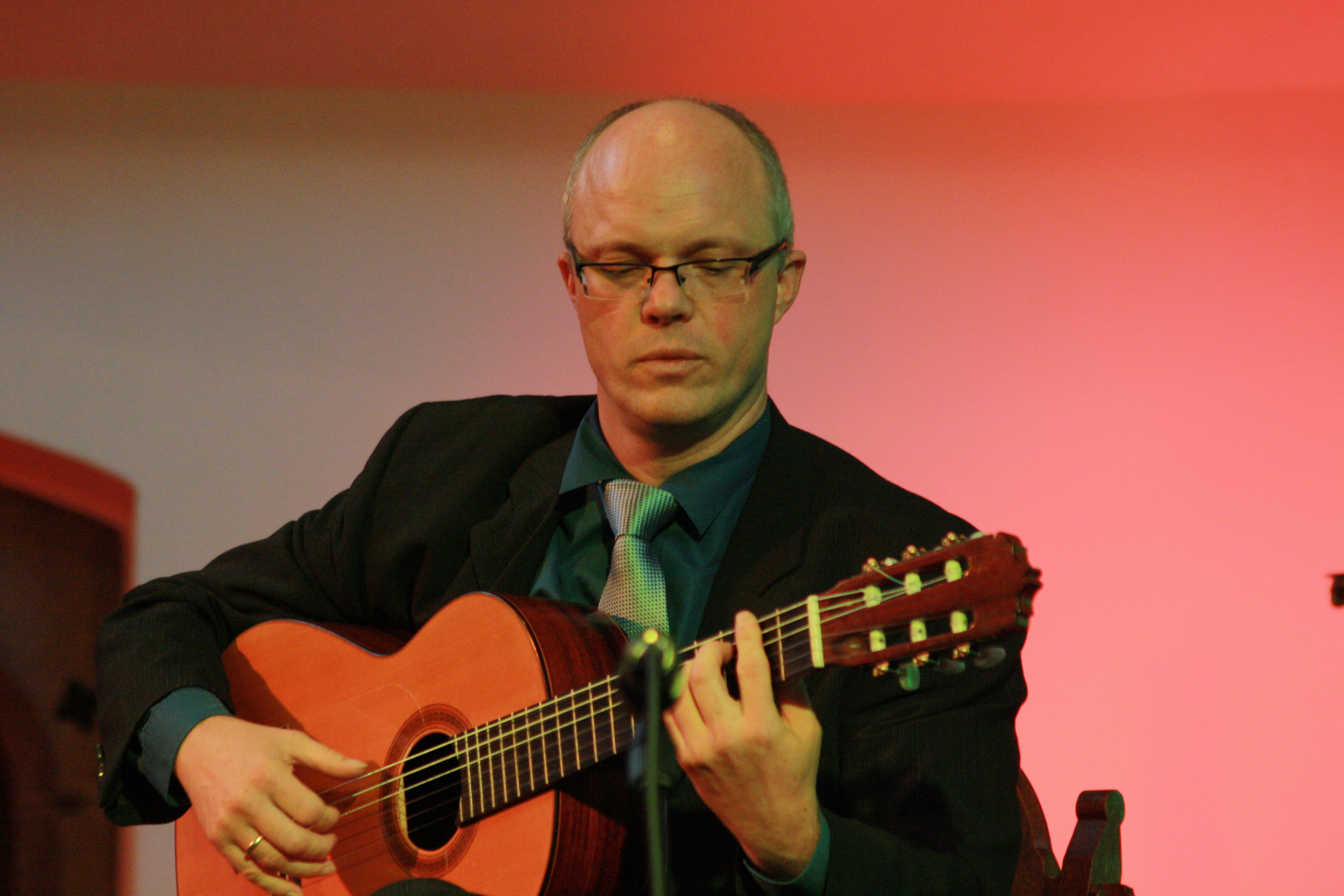
Der Gitarrist Detlev Bork (2011)

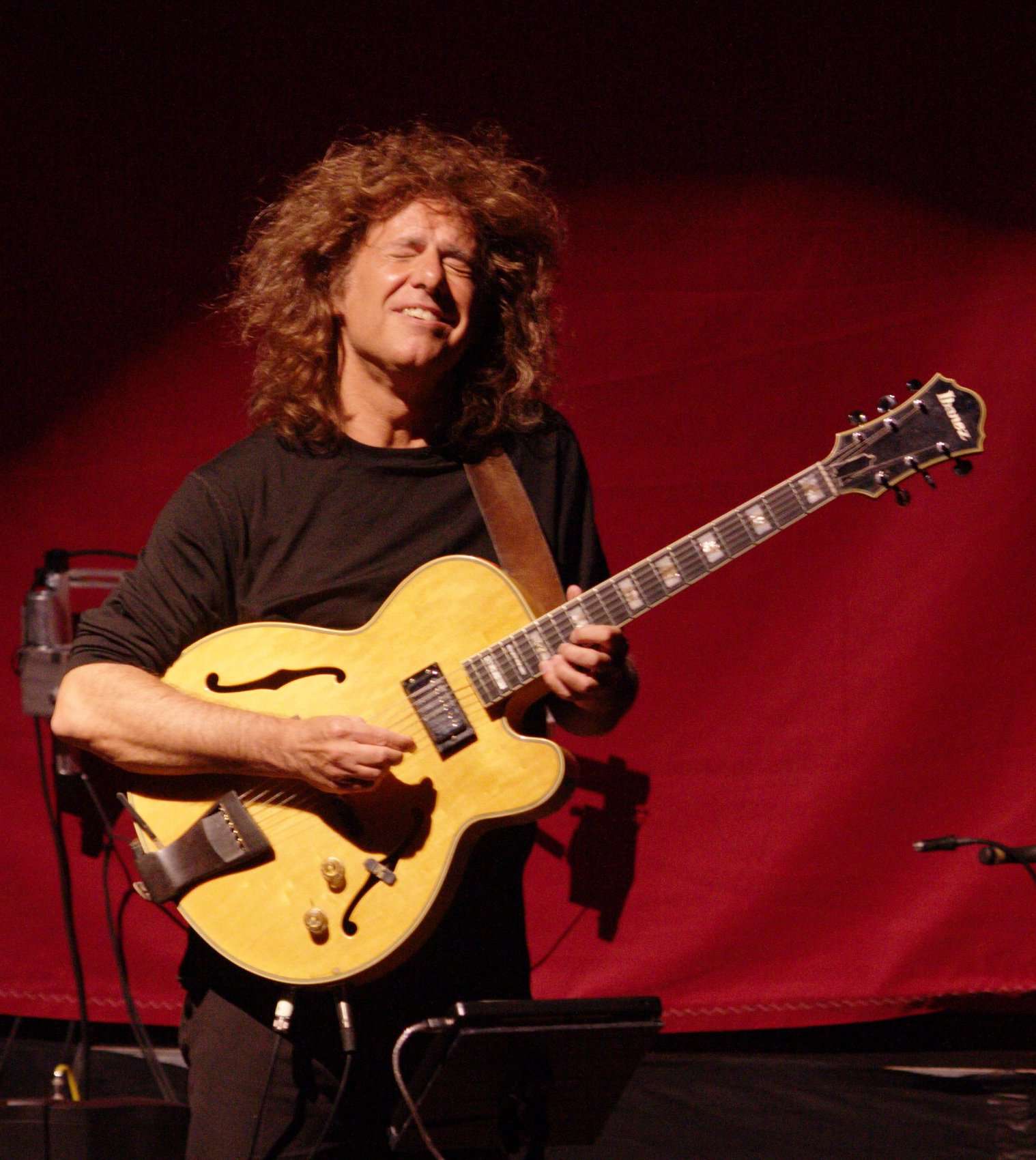
Pat Metheny (2010)

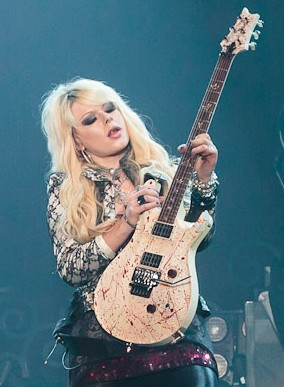
Orianthi (2014)

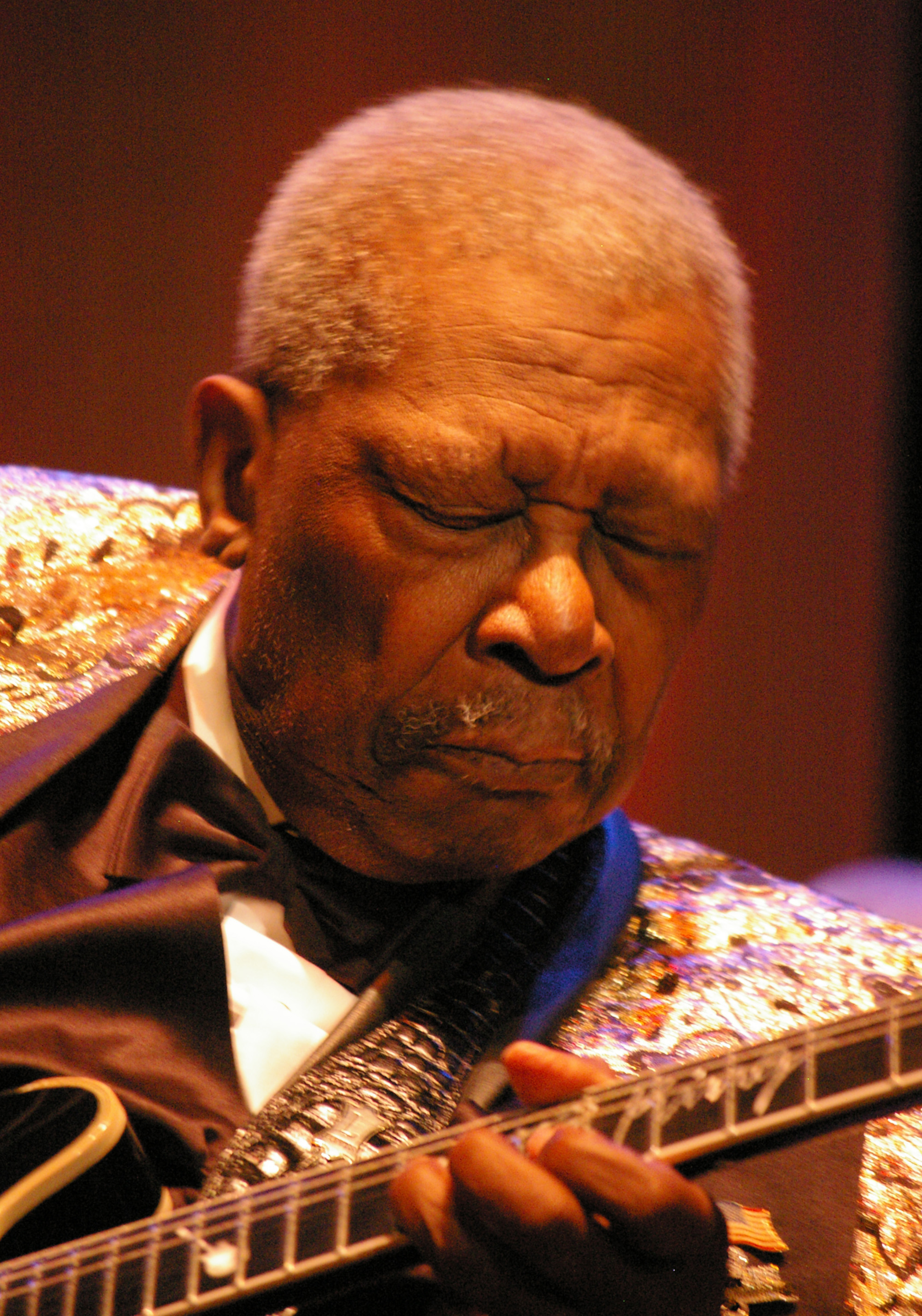
B. B. King (2009)

Ein Gitarrist ist ein Musiker, der als Solokünstler oder in Musikgruppen das akustische oder elektrisch verstärkte Zupfinstrument Gitarre spielt. Gitarristen spielen in einer Vielzahl von Musik-Genres. In einer Musikgruppe kann der Gitarrist die Rhythmusbegleitung (Rhythmusgitarrist) oder eine Melodiestimme (Leadgitarrist) oder eine Mischung aus beiden Aufgaben übernehmen. Ein Gitarrist hat auch die Möglichkeit, seinen eigenen Gesang mit der Gitarre zu begleiten.

## Ausbildung und Berufsbild
Wie bei anderen Musikinstrumenten gibt es auch für Gitarristen verschiedene Wege, das Instrument zu erlernen. Das Ausbildungsspektrum reicht vom Autodidakten, der sich das Spiel mittels Gehör, Noten und/oder mit Hilfe von Unterrichtsmitteln in Form von Büchern, CDs oder Videos selbständig beibringt, bis hin zum akademisch ausgebildeten Diplommusiker, der ein fachbezogenes Studium an einem Konservatorium oder an einer Musikhochschule absolviert hat. Die Fachrichtungen reichen von Klassik-Gitarre über Jazzgitarre bis hin zu Pop- und Rockmusik-orientierten Studienschwerpunkten. Zu den in Deutschland möglichen Hochschulabschlüssen für das Fach Gitarre zählen der Bachelor of Music sowie der Bachelor of Music in Education (für Lehrtätigkeit).
Der Tätigkeitsbereich von Gitarristen reicht von Hobby- oder Freizeitmusikern über semiprofessionelle Musiker, die neben ihrer Tätigkeit als Gitarrist noch einem anderen (Haupt-)Beruf nachgehen, bis zu professionell arbeitenden Vollzeit-Musikern. Profi-Gitarristen können sowohl als Selbständige auftreten – beispielsweise als Bandmitglied oder als freiberufliche Studiomusiker, die von Musikproduzenten für Aufnahmen in Tonstudios oder für Live-Aufführungen als Dienstleister gebucht werden – sie können aber auch eine Festanstellung besitzen, zum Beispiel in großen Orchestern (Rundfunkorchester, Ensembles von Konzerthäusern). Der Beruf des Gitarristen zählt zu den ungeschützten Berufen – das heißt, dass zu seiner Ausübung weder ein Nachweis eines Berufsabschlusses noch die Zugehörigkeit zu einem Berufsverband erforderlich ist.

## Die Rolle von Gitarristen in Musikgruppen
Bis etwa Mitte der 1930er-Jahre war die Gitarre ein ausschließlich akustisches Instrument. Die akustische Gitarre ist, verglichen mit vielen anderen akustisch gespielten Instrumenten (zum Beispiel Trompete, Klavier, Schlagzeug), ein eher leises Instrument. Darum ging der Klang der akustischen Gitarre in größeren Ensembles (wie den zu der Zeit sehr populären Big Bands) sehr leicht unter. Aus diesem Grund wurden Gitarristen in Big Bands hauptsächlich zur Begleitung (in einer Rhythmusgruppe) eingesetzt. Als Pionier dieser Funktion gilt Freddie Green, der in der „All American Rhythm Section“ der Count-Basie-Big-Band spielte.
Seit Mitte der 1930er-Jahre, als die ersten in Serie gefertigten, mittels Tonabnehmern und Gitarrenverstärkern elektrisch verstärkbaren Gitarren (E-Gitarren) auf den Markt kamen (wie zum Beispiel die 1936 erstmals verkaufte Gibson ES-150), konnte das Einsatzspektrum von Gitarristen in Orchestern durch die so ermöglichte größere Lautstärke erweitert werden. Als einer der ersten Musiker setzte der junge Jazz-Gitarrist Charlie Christian das elektrisch verstärkte Instrument ab 1939 für Melodielinien und Soli in Ensembles und Big-Bands von Benny Goodman ein. Als weitere Pioniere der Gitarre gelten die Jazzmusiker Django Reinhardt, Wes Montgomery und Joe Pass.
Seit den 1960er-Jahren wurden die Einsatzmöglichkeiten vor allem der E-Gitarre durch zahlreiche elektrisch erzeugte Klangeffekte (wie zum Beispiel Verzerrer, Wah-Wah und Chorus) erweitert. Dadurch erhielten Gitarristen zusätzliche Möglichkeiten für den solistischen Einsatz ihres Instruments. Ein Revolutionär war in dieser Hinsicht Jimi Hendrix, der mit seiner Musik als erster einen verzerrten Sound und das Wah-Wah populär machte. Einen Höhepunkt erreichte diese Entwicklung mit dem Aufkommen von Gitarrensynthesizern in den 1970er-Jahren. Bekannte Gitarristen, die solche Effekte erstmals benutzten sind John McLaughlin, Steve Howe, John Scofield und Pat Metheny. Als Gitarrenheld (englisch guitar hero) oder Gitarrenlegende wird ein gitarrespielender Rockstar bezeichnet (zum Beispiel Brian May, Angus Young, Billy Gibbons, K. K. Downing, Glenn Tipton und Ritchie Blackmore).